# Нонсан
Нонса́н (кор. 논산시?, 論山市?, Nonsan-si) — город в провинции Чхунчхон-Намдо, Южная Корея.

## История
Во время периода Самхан, Нонсан, как полагают, был частью территории Махан. В период Пэкче территория, которую сейчас занимает Нонсан, принадлежал округам Вандынъясан (хёны Йорясанхён, Чинаксанхён) и Токкын (хён Каджинэхён). Позже в период Силла, здесь было образовано два различных города с новыми названиями: Тогын и Хвансан.
Районы Йорясан («сан» — гора по-корейски), Чинаксан и Каджинэ были переименованы в Нисан, Соксан и Сиджин, соответственно. В период Корё были переименованы следующие города: Хвансан в Йонсан; а Соксанхён в Соксонхён. Сиджинхён влился в город Тогын на 6-м году вана Тхэджо в период Чосон. Тогын же был переименован в Ынджинхён на первом году царствования вана Седжона.
На 13-м году вана Тхэджона Йонсан получил статус хён. Нисанхён был переименован в Нисонхён во время царствования вана Ёнджо. Наконец, Соксонхён был переименован в Носонхён в период царствования вана Чонджо.
Современный Нонсан как административная единица был образован после объединения четырёх населённых пунктов: Йонсана, Ынджина, Носона и Соксона в 1914.

## География
Нонсан расположен в центральной части провинции Чхунчхон-Намдо и граничит с городом Керён и уездом Кымсан на востоке, уездом Пуё на западе, провинцией Чолла-Пукто на юге и Конджу на севере. Территория уезда входит в бассейн реки Кымгансан. Географически город лежит между 36°04′ и 36°16′ северной широты, 126°59′ и 127°20′ восточной долготы.
Ландшафт преимущественно горный, высочайшие вершины — горы Керёнсан (840 м) и Тэдунсан (878 м). Южная и западная часть города расположена на равнинной местности.
Климат Нонсана муссонный, среднегодовая температура — 10,8 по Цельсию. Средняя температура июля колеблется от 16,1℃ до 25,2℃, средняя температура января: −5,4℃. Среднегодовое количество осадков — 1396,4 мм, большая часть из них выпадает в летний период дождей.

## Экономика
Нонсан преимущественно аграрный город. Основная сельскохозяйственная культура — рис. Также здесь выращиваются земляника, женьшень, груши.
Согласно Чосон Ильбо, крестьяне в Нонсане выращивают новые японские сорта земляники садовой без разрешения от японских селекционеров.
Бюджет Нонсана в 2008 году составил 373 млрд вон (около 300 млн долларов США).

## Культура
Культура Нонсана тесно связана с конфуцианским наследием династии Чосон. Здесь в своё время располагались конфуцианские духовные академии, жили и творили известные корейские конфуцианские философы и писатели. До сих пор в городе существуют известные лекционные залы, основанные конфуцианскими деятелями. Более древний пласт культуры региона связан с буддизмом. Это эпоха государств Пэкче и Хупэкче. Буддийские артефакты собраны в нескольких храмах, которые в настоящее время являются музеями под открытым небом.

## Туризм и достопримечательности
Исторические:
- Буддийские храмы Кванчхокса, Ссангеса и Кэтхэса. В храме Ссангеса находятся предметы, включённые в список национальных сокровищ Кореи.
- Крепость на горе Носонсан.

Природные:
- Гора Тэдунсан и пик Окнёбон.
- Озеро Тапчонхо.

Фестивали:
- Фестиваль солёной рыбы, проходит ежегодно в октябре.
- Фестиваль земляники — проходит каждый год в апреле. Земляника садовая составляет 15 % общего объёма продукции в Нонсане.
- Фестиваль сушёной хурмы — проходит каждый год в ноябре с 2003 года.

## Города-побратимы
У Нонсана есть два три-побратима
- Цзиньчжоу, Китай (провинция Ляонин) — с 2001
- Лянфан, Китай (провинция Хэбэй) — с 2004
- Таоюань, Тайвань[8]